# Walkden
Walkden är en ort i Salford i Storbritannien. Den ligger i grevskapet Greater Manchester och riksdelen England, i den centrala delen av landet, 270 km nordväst om huvudstaden London. Walkden ligger 68 meter över havet och antalet invånare är 35 937.
Terrängen runt Walkden är platt, och sluttar söderut.Runt Walkden är det mycket tätbefolkat, med 1 956 invånare per kvadratkilometer. Närmaste större samhälle är Bolton, 7,7 km norr om Walkden. Runt Walkden är det i huvudsak tätbebyggt.